# Tatort: Der kalte Tod
Der kalte Tod ist ein Fernsehfilm aus der Krimireihe Tatort. Die Folge wurde erstmals am 6. Oktober 1996 ausgestrahlt. Es ist die 343. Folge des Tatorts und zehnte Folge mit der Ludwigshafener Ermittlerin Lena Odenthal. Für Mario Kopper ist dies sein erster Fall, den er zusammen mit seiner Kollegin zu lösen hat.

## Handlung
Professor Dr. Sorensky ist Rechtsmediziner und bei seinen Studenten durch seine oftmals zynische Art nicht sehr beliebt. Dennoch stellt er gern den weiblichen Studenten nach und insbesondere Stella Eisner wird von ihm bedrängt. Ihr Freund Hendryk Dornbusch will das nicht zulassen und dem Professor eine Lektion erteilen. Der erfährt jedoch davon und dreht den Spieß um. Er bringt Stella in seine Gewalt und genießt es, sie endlich für sich allein zu haben. Er versteckt sie in einem Kellerraum der Rechtsmedizin.
Als das Verschwinden der jungen Frau bemerkt und ein Tötungsdelikt vermutet wird, sollen sich die Ludwigshafener Kommissarin Lena Odenthal und ihr neuer Assistent Mario Kopper um den Fall kümmern. Der erste Verdacht fällt auf Hendryk Dornbusch, der mit blutverschmierter Kleidung gesehen wurde und nun ebenfalls verschwunden ist. Bei ihren Ermittlungen stößt Odenthal auch auf den charismatischen Rechtsmediziner Sorensky, der sich über das Verschwinden seiner Studentin erschüttert zeigt und der Kommissarin gegenüber äußert, dass er und Stella hätten heiraten wollen.
Odenthal und Kopper beobachten vom Auto aus das Treiben in der Rechtsmedizin und ob möglicherweise jemand eine Leiche illegal von dort wegschaffen will. Dabei bemerkt die Kommissarin, dass Professor Sorensky zwei schwere Metallbehälter in sein Auto schafft und wegfährt. Sie verfolgt ihn bis zu seinem Wohnhaus und wird dort von Hendryk Dornbusch überrascht. Er nimmt ihr ihre Dienstwaffe ab und will sie davon überzeugen, dass der Professor seine Freundin umgebracht hätte. So verzweifelt, wie er sich benimmt, glaubt ihm die Kommissarin, doch kann sie nicht verhindern, dass der junge Mann wieder flüchtet.
Odenthal geht den Verdächtigungen gegen Sorensky nach und recherchiert die Todesumstände von dessen Frau, die seit fünf Jahren tot ist. Angeblich hatte sie Krebs und Sorensky gibt zu, sie selber aus „sentimentalem Interesse“ obduziert zu haben. Die Kommissarin observiert ihn heimlich und kann dabei einen Anschlag von Hendryk Dornbusch auf den Professor verhindern, der ihm in seinem Haus aufgelauert hatte. Obwohl der Student als Tatverdächtiger in Haft genommen wird, lässt Odenthal das Haus des Professors nach Spuren von Stella Eisner durchsuchen. Doch bleibt die Suche erfolglos und selbst in den Metallbehältern befindet sich nur Fleisch für die Katzen. Es scheint, dass Sorensky ein merkwürdiges Spiel mit der Ermittlerin spielt.
Während Odenthal sich mit dem Professor unterhält, hat sein Kollege Dr. Rasch etwas herausgefunden. Doch ehe er der Polizei davon berichten kann, erleidet er einen Asthmaanfall und gerät ins Koma, da er sein Spray nicht rechtzeitig finden kann. Odenthal kommen immer mehr Zweifel an Sorensky, dessen düstere Seite sich mehr und mehr offenbart. Möglicherweise hat er sein Opfer in Einzelteilen zu Forschungszwecken in andere Institute geschickt. Die Untersuchung eines Präparates deutet darauf hin. Um Gewissheit zu erhalten, bestellt sie Sorensky in die Rechtsmedizin des Instituts, in welchem er arbeitet. Sie konfrontiert ihn mit ihrer Vermutung und einer Gewebeprobe, die in Dr. Raschs Labor gefunden wurde. Der Professor räumt daraufhin ein, dass er wollte, dass sie es herausfinden sollte. Er hätte Stella geliebt und nun will er ihr zeigen, was sie sehen will. Er geht mit Odenthal in einen der Kellerräume der Rechtsmedizin, wo er tatsächlich die sterblichen Überreste der Studentin aufbewahrt hat. Sorensky nutzt die Schockphase der Kommissarin aus und überwältigt sie, doch gelingt es ihr trotzdem, auf ihn zu schießen. Bevor er auch noch sie umbringen kann, bricht er tot zusammen.

## Hintergrund
In dieser Folge trifft die Kommissarin Lena Odenthal erstmals auf ihren neuen Kollegen Mario Kopper, der von nun an mit ihr zusammen ermitteln wird.
Die Dreharbeiten erfolgten unter anderem in den Städtischen Krankenanstalten Bielefeld-Mitte und im Hospital Civil Strasbourg.

## Rezeption

### Einschaltquote
9,16 Millionen Zuschauer sahen die Folge Der kalte Tod in Deutschland bei ihrer Erstausstrahlung am 6. Oktober 1996, was einem Marktanteil von 26,09 Prozent entsprach.

### Kritik
Die Kritiker der Fernsehzeitschrift TV Spielfilm geben den Daumen nach oben und meinen: „Dank der guten Darsteller reift der Fernsehkrimi fast zum Psychothriller.“ Fazit: „Packendes Psychoduell im Leichenschauhaus“.

### Auszeichnungen
Matthias Habich erhielt für seine schauspielerische Leistung in dieser Tatort-Folge den Goldenen Löwen 1997 als bester Fernsehfilm-Schauspieler.